# Arára do Pará jezik
Arára do Pará jezik (ajujure; ISO 639-3: aap), sjevernokaripski jezik, karipske porodice, kojim govore istoimeni Indijanci u dva sela u brazilskoj državi Pará. Novija klasifikacija ovaj jezik tretira kao poseban karipski jezik koji čini samostalnu sjevernobrazilsku porodicu
Srodan je s jezikom ikpeng. 110 govornika (1994 SIL). Tek neki od njih mogu govoriti portugalski.

## Vanjske poveznice
- Ethnologue (14th)
- Ethnologue (15th)